# Rázmány Csaba
Rázmány Csaba (Kolozsvár, 1946. április 9. – Budapest, 2009. július 15.) unitárius lelkész, a Magyarországi Unitárius Egyház negyedik püspöke 2001 és 2009 között.

## Életútja
Rázmány Mór és Zentkó Sára harmadik gyermekeként született. (Édesapja a családban gyakran úgy emlegette, hogy gyermekeik Kolozsváron születtek, de közülük az első, Attila, a Trianont követő Romániában, a második gyermek, Sarolta az 1940-es bécsi döntést követően, 1941-ben Magyarországon és a harmadik, Csaba, a második bécsi döntés után a román kommunista rendszerben.) Komjátszegi születésű édesapja maga is unitárius lelkész volt.
Rázmány Csaba elemi és középiskoláit Kolozsváron végezte. Unitárius lelkészi oklevelét a Kolozsvári Protestáns Teológiai Intézetben szerezte meg 1964-1968 között. Az 1968-1972 közötti években brassói segédlelkész volt, ahol mély hatást gyakorolt rá a helybeli brassói lelkész. Szolgálatvégzése későbbi időszakában gyakran hivatkozott Májay Endre lelkészi példájára. Háromévi gyakorló segédlelkészi szolgálat után az alsóboldogfalvi egyházközségbe kerül rendes lelkész szolgálatra 1972-től 1995-ig. Beiktatására 1972. január 9-én került sor.

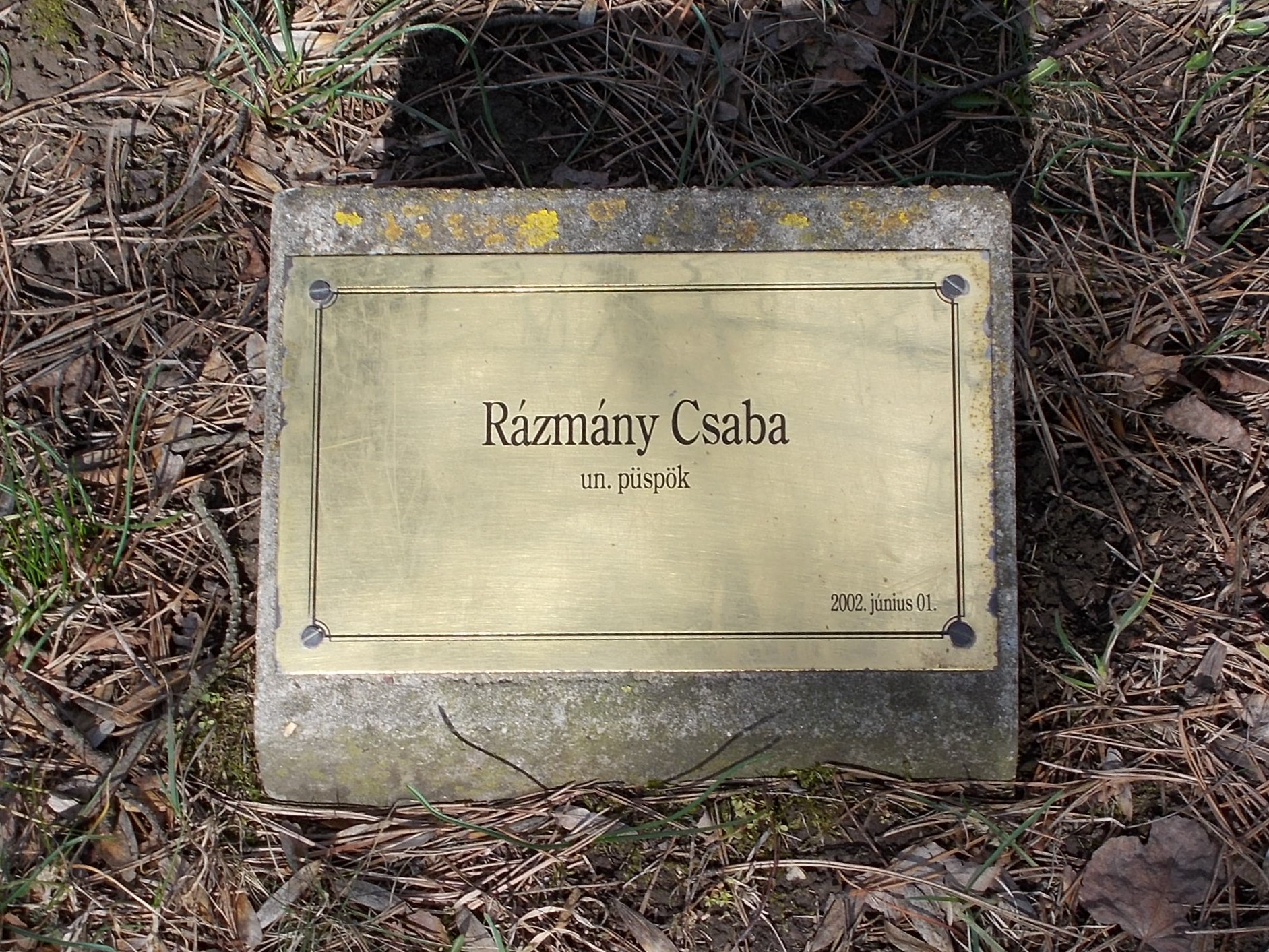
Rázmány Csaba-emléktábla Zebegényben

Ez idő alatt családot alapított, feleségül vette a kadácsi unitárius család gyermekét, Pap Idát. Az alsóboldogfalvi új lelkészi lakásban születtek meg gyermekeik: Hedviga és Csaba.
1995-ben a család áttelepedett Magyarországra. Az akkor megüresedő pestszentlőrinci unitárius gyülekezet lelkésze lett. 2001-ben pedig a budapesti Hőgyes Endre utcai egyházközség meghívta lelkészének. Minden év június 4-én részt vett Zebegényben a nemzeti ökumenikus zarándoklaton.
Szerkesztésében jelent meg az Egy az Isten c. unitárius kiadvány 2005-ben.

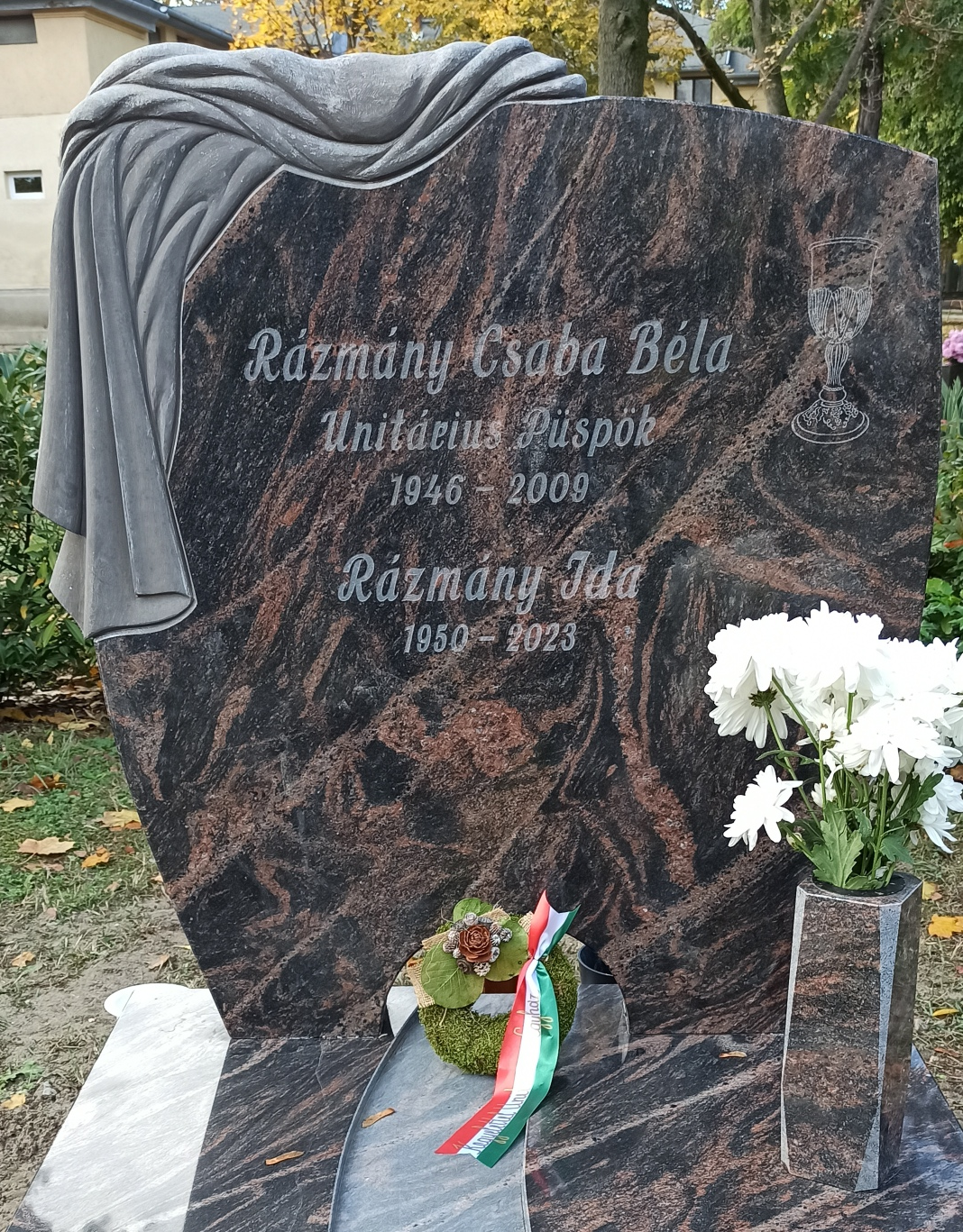
Rázmány Csaba püspök és felesége Rázmány Ida nyughelye a Fiumei úti sírkertben

A 2001-ben tartott zsinat a Magyarországi Unitárius Egyház püspökének választotta. 2001. június 10-én a Nagy Ignác utcai templomban volt a beiktató ünnepség. 2005-ben a zsinat még egy püspöki időtartamra újraválasztotta. Ezt a második püspöki szolgálatát nem tölthette ki, mert 2009. július 15-én elhunyt. Temetésére 2009. július 30-án került sor a Fiumei úti sírkertben. A NÖRI által gondozott interaktív honlapon a Rázmány-sírhely elérhetősége: 44-1-A-1/2.